# Prix Jacques-Blais
Le prix Jacques-Blais est un prix littéraire québécois qui couronne à tous les deux ans un mémoire de maîtrise portant sur le corpus littéraire québécois sous toutes ses formes. Il a été créé en 1999 par le Centre de recherche en littérature québécoise (CRELIQ) de l'Université Laval. Il rend hommage à Jacques Blais, professeur au Département de littérature de la Faculté des lettres de l'Université Laval et directeur-fondateur du CRELIQ. 
Le manuscrit primé est publié aux éditions Nota bene, dans la collection Études dirigée par la CRELIQ. De plus, le lauréat reçoit une bourse de 500 $.

## Lauréats
- 2000 : René Audet
- 2007 : Vincent Charles Lambert